# Бакмансон, Гуго Карлович
Гуго Карлович Бакмансон (фин. Hugo Emil Elias Backmansson; 1860—1953) — русский и финский художник-баталист. Живописец, график.

## Биография
Родился 5 (17) апреля 1860 года в Або (Великое княжество Финляндское) (по другим данным — в Паймио).
Воспитывался в Финляндском кадетском корпусе. С 1881 года — офицер лейб-гвардии Измайловского полка. В 1892—1894 годах учился в Николаевской академии Генерального штаба.
Первоначальное художественное образование получил в детстве, в 1870—1873 годах в Школе рисования Общества искусств в Або. Находясь на военной службе, в 1884 году поступил в Императорскую академию художеств (ИАХ), где до 1886 года учился в классе батальной живописи. В 1886 году получил малую поощрительную медаль и звание неклассного (свободного) художника. В 1894—1899 годах учился в Высшем художественном училище живописи, скульптуры и архитектуры при ИАХ у Н. Д. Кузнецова и П. П. Чистякова. В 1899 году за картину «Провожатый» получил звание классного художника.
30 декабря 1886 года был прикомандирован к Финляндскому кадетскому корпусу для исполнения должности ротного командира и 12 октября 1887 года был назначен преподавателем рисования; 6 февраля 1888 года утверждён в должности ротного командира, а 18 сентября того же года был назначен преподавателем русского языка в особом курсе при корпусе для вольноопределяющихся финских войск.
19 марта 1889 года переведён в 1-й лейб-гренадерский Екатеринославский полк, с переименованием в штабс-капитаны; 1 мая 1891 года командирован в московское пехотное юнкерское училище на должность младшего офицера; 3 апреля 1895 года прикомандирован к канцелярии военного министерства. В 1899 году вышел в отставку подполковником.
С конца 1890-х годов путешествовал по Северной Африке (Тунис, Алжир) и Европе (Франция, Германия); создал цикл путевых зарисовок и акварелей. Выполнял батальные и жанровые композиции, портреты, пейзажи. 
В годы Русско-японской войны был в Маньчжурии. Во время Первой мировой войны был в Урмии.
С 1889 года начал участвовать в выставках. Экспонировался на выставках в залах ИАХ (1889, 1890, 1896, 1898, 1899, 1908), Московского общества любителей художеств (1891), Санкт-Петербургского (Петроградского) общества художников (1897–1917, с перерывами), Общества русских акварелистов (1899, 1903).
В 1917—1918 годах создал цикл акварельных и карандашных портретов надзирателей и заключённых Петроградской окружной изоляционной тюрьмы. Около 1918 года эмигрировал; жил в Хельсинки. Путешествовал по Северной Африке, подолгу жил в Марокко и Тунисе, создал множество этнографических зарисовок в Танжере, Касабланке, Фесе и Маррокеше. В 1921 году принял участие в выставке художников Императорской Академии художеств Петрограда в Париже.
Умер 19 ноября 1953 года в Хельсинки, в Доме художников Лаллукки  (фин.). Похоронен на кладбище Хиетаниеми.
В числе произведений Г. К. Бакмансона: «Ефрейтор лейб-гвардии Измайловского полка» (1889), «Трубач» (1889), «Маршировка новобранцев» (1893), «Поэт Майков на вечере у офицеров Измайловского полка (Измайловский досуг)» (1894), «Усиленная рекогносцировка русской армии в Болгарии в 1877 году» (1895—1897), «Игра в шахматы» (1903). Его работы репродуцировались в журналах «Всемирная иллюстрация», «Нива», «Живописное обозрение», «Искусство и художественная промышленность», «Искры».
Творчество Г. К. Бакмансона представлено в Русском музее, Эрмитаже, Научно-исследовательском музее Российской Академии художеств, Военно-историческом музее артиллерии, инженерных войск и войск связи, Национальном музее Республики Татарстан, Донецком художественном музее, музеях Финляндии — Финская национальная галерея, Художественный музей Лённстрёма  (фин.), Швеции — Национальный музей Швеции, Национальная портретная галерея (Швеция).
Бакманссон был заядлым шахматистом и всегда старался создать шахматный клуб там, где его не было.

## Семья
Бакманссон впервые женился 8 марта 1887 года на певице Лидии Грюнайзен (1865—?), с которой развёлся около 1895 года. Детей у них не было. Второй раз он женился на уроженке Ирландии Берил Уиллер (англ. Beryl Villiers Wheeler; 1887—1947) в 1908 году. У них было двое сыновей — Сесил и Брайан.